# Cerradomys andersoni
Cerradomys andersoni е вид гризач от семейство Хомякови (Cricetidae).

## Разпространение и местообитание
Видът е разпространен в Боливия.
Обитава гористи местности и савани.